# Friedrich Nowack

Friedrich Nowack, 1928

Friedrich Nowack (* 31. Dezember 1890 in Neuenburg, Westpreußen; † 13. April 1959 in Hamburg) war ein deutscher sozialdemokratischer Politiker und Gewerkschafter.

## Leben und Wirken
Nowack war ursprünglich Landarbeiter. Von 1906 bis 1920 arbeitete er als Fabrikarbeiter in Harburg, unterbrochen durch seine Teilnahme am Ersten Weltkrieg. Von 1920 bis 1933 war Nowack hauptamtlicher Geschäftsführer des Fabrikarbeiterverbandes in Harburg-Wilhelmsburg.
Im Jahr 1919 trat er der USPD bei, deren Harburger Vorsitzender er in den Jahren 1920 bis 1922 war. Mit dem Anschluss der Rest-USPD 1922 kam auch er zur SPD. Von 1919 bis 1933 war Nowack Kommunalpolitiker in Harburg. Von 1924 bis 1933 gehörte er außerdem dem Reichstag an. Während der NS-Zeit war Nowack dreimal aus politischen Gründen inhaftiert.
Nach dem Zweiten Weltkrieg vertrat er von 1945 bis 1949 seine Partei erneut im Kommunalparlament von Harburg. Von 1945 bis 1955 war er Geschäftsführer der IG Chemie, Papier, Keramik in Harburg und Vorsitzender des DGB Ortsausschusses. Daneben war er Mitglied im Zonenausschuss der Gewerkschaften.
Nowack gehörte auch dem Deutschen Bundestag in dessen erster Legislaturperiode von 1949 bis 1953 als direkt gewählter Abgeordneter des Wahlkreises Lüneburg – Dannenberg an.